# Porphyrinia marmaropa
Porphyrinia marmaropa là một loài bướm đêm trong họ Noctuidae.